# Kolejowa wieża ciśnień w Skierniewicach
Kolejowa wieża ciśnień – wieża ciśnień zbudowana w 1928 r. w Skierniewicach mająca na celu zasilanie w wodę taboru parowego oraz w wodę pitną dla budynków kolejowych. Wieża działała do 1993 roku. Obecnie zamknięta pod ochroną konserwatorską.
Wieża wykonana została jako konstrukcja żelbetowa, szkieletowa. W wieży znajduje się dwukomorowy zbiornik cylindryczny wsparty na ośmiu słupach nośnych, żelbetowych o prostokątnym przekroju 110 x 45 cm. W przyziemiu wieży znajdują się kanały prowadzące rurociągi. Wieża niepodpiwniczona. Okna w trzonie wieży zostały zamurowane.
Wieża obecnie nie jest wpisana w rejestr zabytków architektonicznych.